# Ansprando (nome)
Ansprando  è un nome proprio di persona italiano maschile. Si tratta di un nome di origine germanica longobarda il cui significato è "spada divina".

## Varianti
- Maschili: Ansiprando, Ansbrando,[5] Ansibrando,[6] Asbrando,[7] Osbrando[8]
  - Ipocoristici: Prando, Brando, Anso

### Varianti in altre lingue
- Alto-tedesco: Ansbrand[9][10]
- Inglese: Osbrand,[11] Ansbrand[9][10]
- Longobardo: Ansprand[3][12]
- Norreno antico: Ásbrandr[13]
  - Faroese: Ásbrandur[14][15]
  - Islandese: Ásbrandr[5][16]
  - Norvegese: Åsbrand[17][18]
- Latinizzazioni: Ansprandus, Ansbrandus[1][10]

## Origine e diffusione

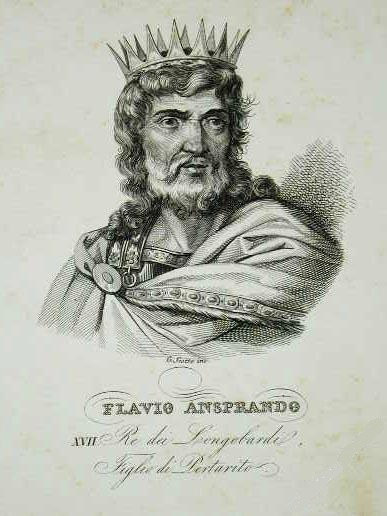
Re Ansprando dei Longobardi, stampa del 1840. Come molti sovrani longobardi suoi predecessori e successori, fu anche noto con il titolo latino Flavio, ossia "biondo".

"Ansprando" è un nome germanico, portato nella penisola italica per tradizione longobarda; la forma nella lingua longobarda è Ansprand, da cui derivano le forme latinizzate e italianizzate. "Ansbrando" ne è una forma più rara successiva avvicinatasi alla lingua francone. È composto da due elementi: in prima posizione ans, dal proto-germanico *ansuz (runa: ᚨ), che significa "dio, spirito, suono creatore, il dio Odino" (cf. gli Asi o Ansi, gli spiriti del cielo nella religione germanica), e in seconda posizione prand, brand, dal proto-germanico *brandaz, "spada, fuoco, fiamma". Il significato può essere dunque "spada divina/di Dio" o "spada spirituale/dello spirito", "suono divino" o "suono spirituale", "fuoco/fiamma divino/a" o "fuoco/fiamma spirituale".
Fu il nome proprio di Ansprando (c. 655–c. 712), re di Lombardia, che fondò una propria dinastia ― l'ultima schiettamente longobarda e duratura ― sventando un'usurpazione del trono lombardo da parte di un ramo illegittimo della dinastia bavarese e conciliando le rivalità culturali e politiche tra Austria (Lombardia orientale) e Neustria (Lombardia occidentale), e fu padre del re Liutprando, il più celebre sovrano lombardo che conferì dignità regale alla dinastia carolingia di Francia adottando Pipino il Breve e permise la fondazione dello Stato Pontificio nel centro della penisola d'Italia mediante la Donazione di Sutri, segnando così il corso della storia di tutta l'Europa. Nelle arti, il re appare nella tragedia Aidulfo di Bernardo Marrai, liberamente ispirata a quel periodo della storia lombarda.
Sempre nei secoli del Medioevo, il nome fu portato da vari personaggi minori, di Lombardia, Toscana, Beneventano e altre entità statuali della penisola italiana non meglio specificate. Lo stesso nome nelle sue forme norreno-scandinave è portato da vari personaggi di saghe islandesi, inclusa una cronaca risalente al X secolo relativa a spedizioni norrene nell'America settentrionale. Dalle forme norrene del nome derivano le varianti italiane alternative, presenti in alcune traduzioni di dette saghe, "Asbrando" e "Osbrando".

## Onomastico
Essendo un nome adespota, ossia privo di santo patrono, l'onomastico può essere festeggiato il 1º novembre, giorno di Ognissanti.

## Persone
- Ansprando, re di Lombardia[25]
- Ansprando, diacono italiano[25]
- Ansprando, primicerio di Cremona[26]
- Ansprando, ecclesiastico del Ducato di Benevento[26]
- Ansprando, notabile toscano dell'VIII-IX secolo[23]